# Pachecolaan
De Pachecolaan (Frans: Boulevard Pachéco) is een straat binnen de Vijfhoek van de Belgische hoofdstad Brussel. Ze loopt van de Zandstraat naar de Kruidtuinlaan. De Pachecolaan is het noordelijk sluitstuk van de brede laan op de Noord-Zuidverbinding. Ze volgt op de de Berlaimontlaan, de Keizerinlaan en de Keizerslaan. In het zuiden loopt de straat in de de Berlaimontlaan over en in het noorden verbindt Pachecotunnel onder de Kleine Ring de Pachecolaan met de Sint-Lazarusstraat in Sint-Joost-ten-Node. Ten noorden ervan ligt de Kruidtuin.

## Geschiedenis
De Pachecolaan volgt het tracé van de Pachecostraat, in de 17e eeuw ook Blyckerye genoemd en omstreeks 1860 met het zuidelijke uiteinde van de Schaarbeeksestraat samengevoegd. De benaming verwijst naar het eerste Pachecogodshuis, dat in 1713 gesticht werd en waarvan de gebouwen aanleunden bij de stadsomwalling.

## Gebouwen
De Pachecolaan wordt voornamelijk gekenmerkt door kantoorgebouwen. Enkele opvallende gebouwen zijn:
- De Financietoren (Kruidtuinlaan 50), van 1968 tot 1982 gebouwd naar ontwerp van Marcel Lambrichs, Léon Stynen en Hugo Van Kuyck. Het op een na hoogste gebouw van België huisvest sinds de ingebruikname in 1983 het ministerie van Financiën en haar opvolger, de Federale Overheidsdienst Financiën.
- Het Rijksadministratief Centrum (Koningsstraat 202a), van 1958 tot 1984 gebouwd naar ontwerp van Jean Gilson, Marcel Lambrichs, Georges Ricquier en Hugo Van Kuyck. Sinds 2014 huisvest het kantoorcomplex de federale politie.
- Het Pachecogebouw (nr. 44), van 1965 tot 1969 gebouwd naar ontwerp van Daniel de Laveleye, Roger Delfosse, Casimir Grochowski, Marcel Lambrichs en Alphonse Van Impe. Sinds 2018 huisvest het kantoorgebouw de Dienst Vreemdelingenzaken. Passage 44 verbindt de Pachecolaan met de Kruidtuinlaan.
- Het station Brussel-Congres (nr. 40), van 1948 tot 1953 gebouwd naar ontwerp van Maxime Brunfaut.
- De Koninklijke Munt van België (nr. 32), van 1972 tot 1979 gebouwd naar ontwerp van Leo Beeck, F. Decoster, J.B. Faes en J.B. Van Meerbeeck.

## Kunst
Aan het begin van de Pachecolaan, op de rotonde met verbindingen met de Zandstraat, de Berlaimontlaan en Bankstraat, bevindt zich sinds 2013 het kunstwerk The Container van Luc Deleu. Nadat het kunstwerk enkele jaren eigendom van de kunstenaar was kocht de stad Brussel het in 2020 over.
Van 1996 tot 2019 bevond zich op de hoek van de Pachecolaan en de Zandstraat een standbeeld van stripfiguur Guust. Het werd door warenhuisketen Delhaize gemaakt voor een evenement op de Heizel en nadien bovenaan de trappen van de Zandstraat, vlak bij het Stripmuseum geplaatst. Het beschadigde en afbrokkelende standbeeld werd in februari 2019 weggehaald In september dat jaar werd besloten het beeld van Guust definitief op te bergen.

## Galerij

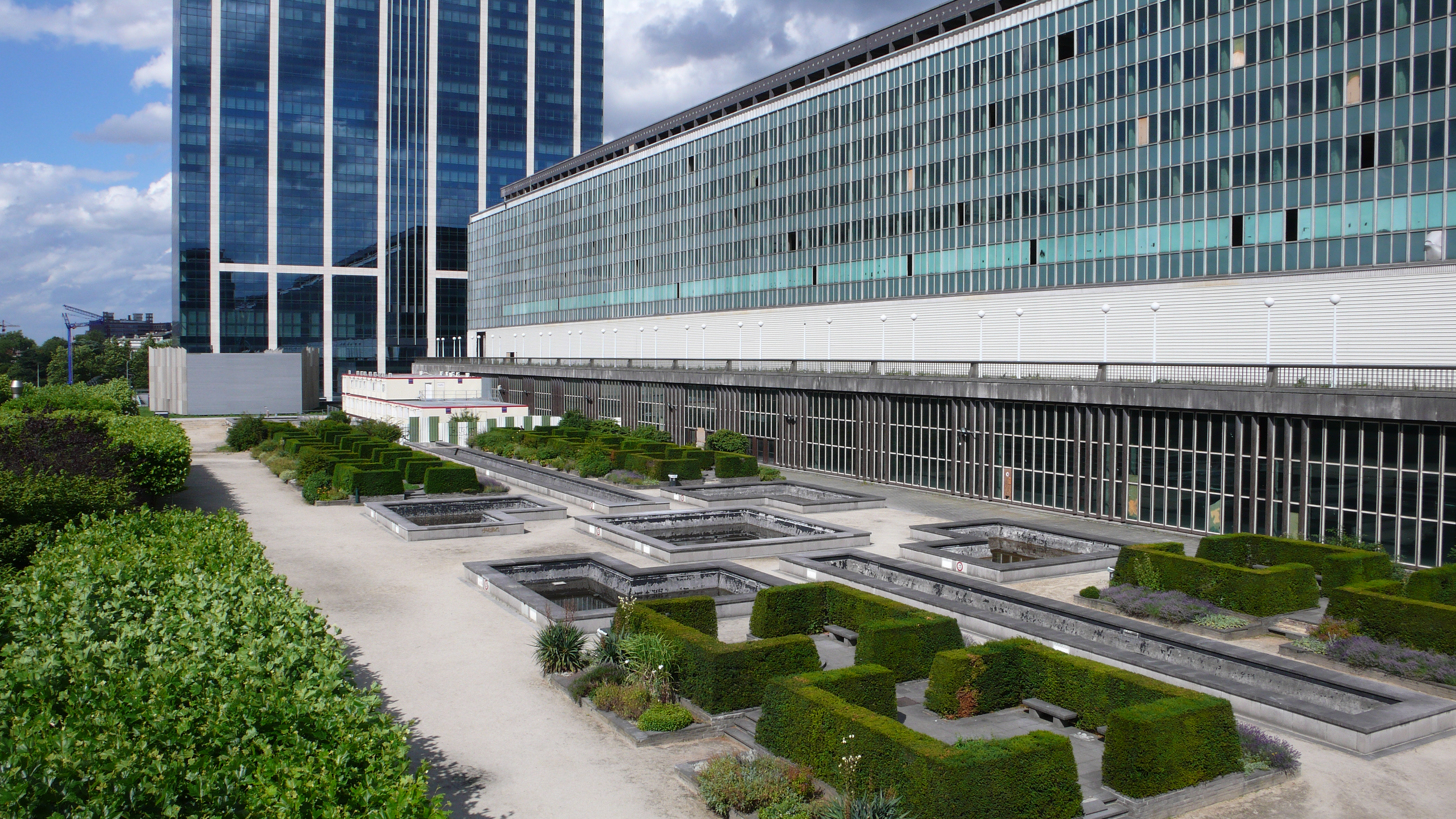
Een deel van de Financietoren en de tuin van het Rijksadministratief Centrum
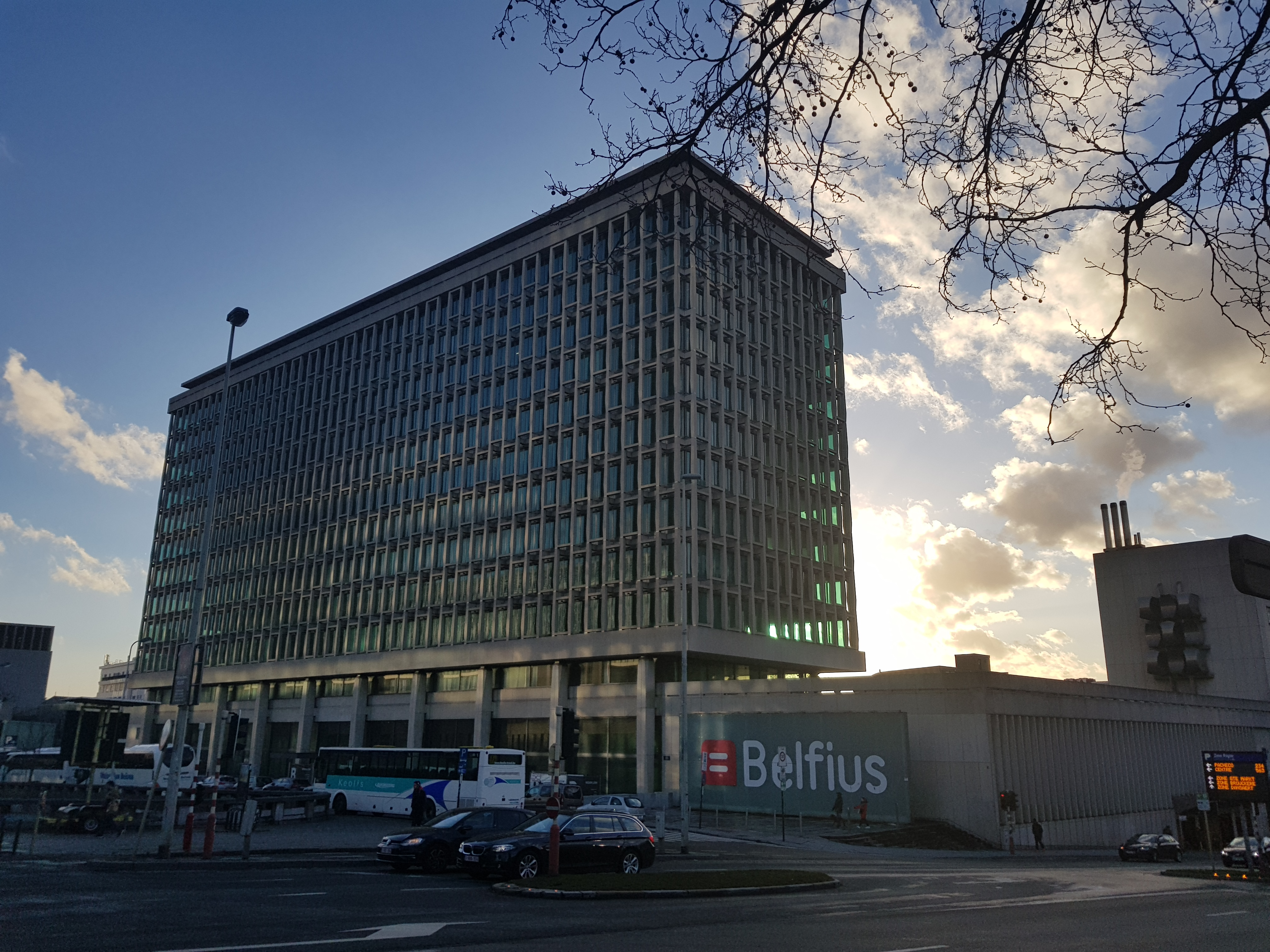
Het Pachecogebouw
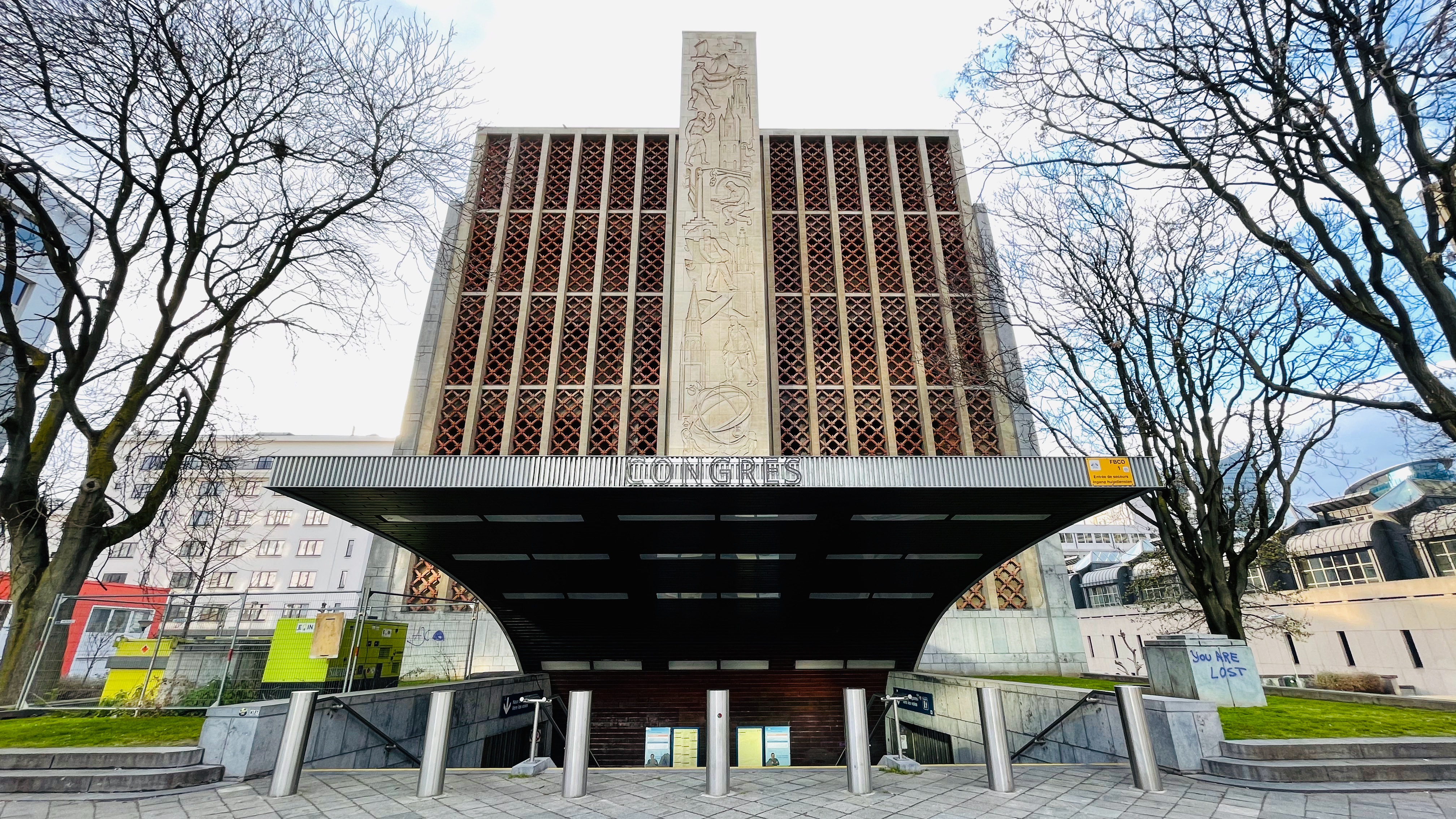
Het station Brussel-Congres
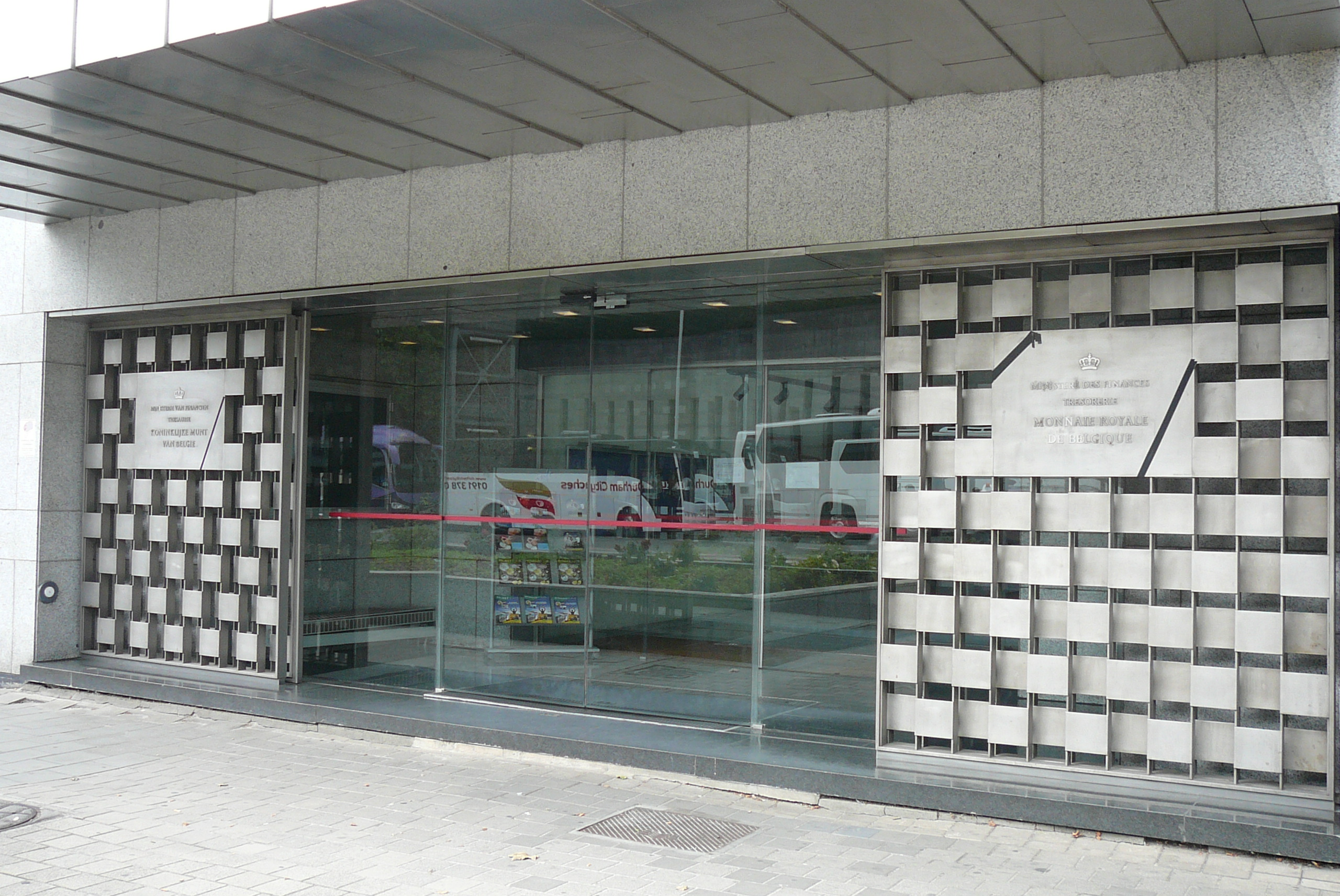
De ingang van de Koninklijke Munt van België
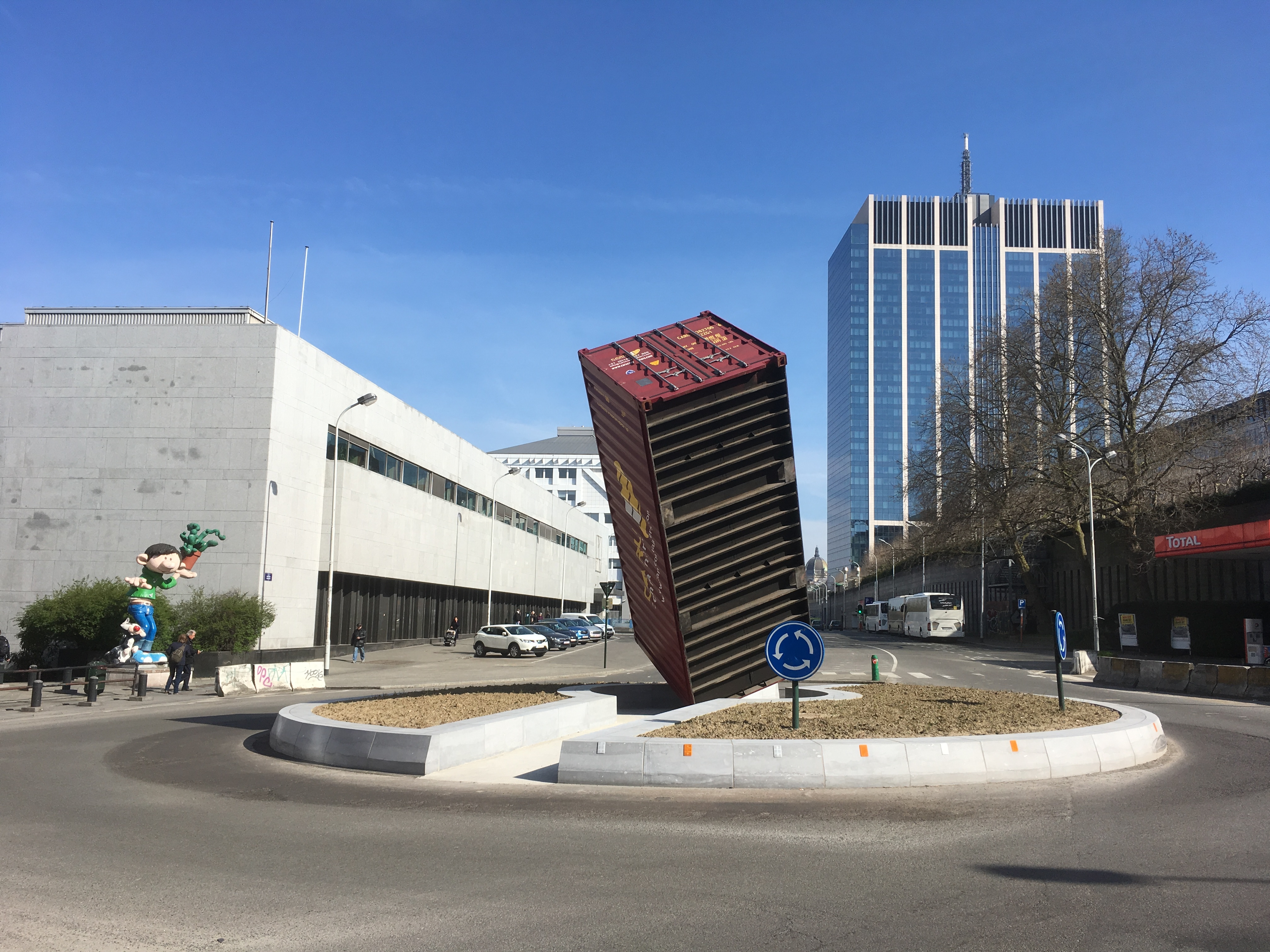
The Container van Luc Deleu
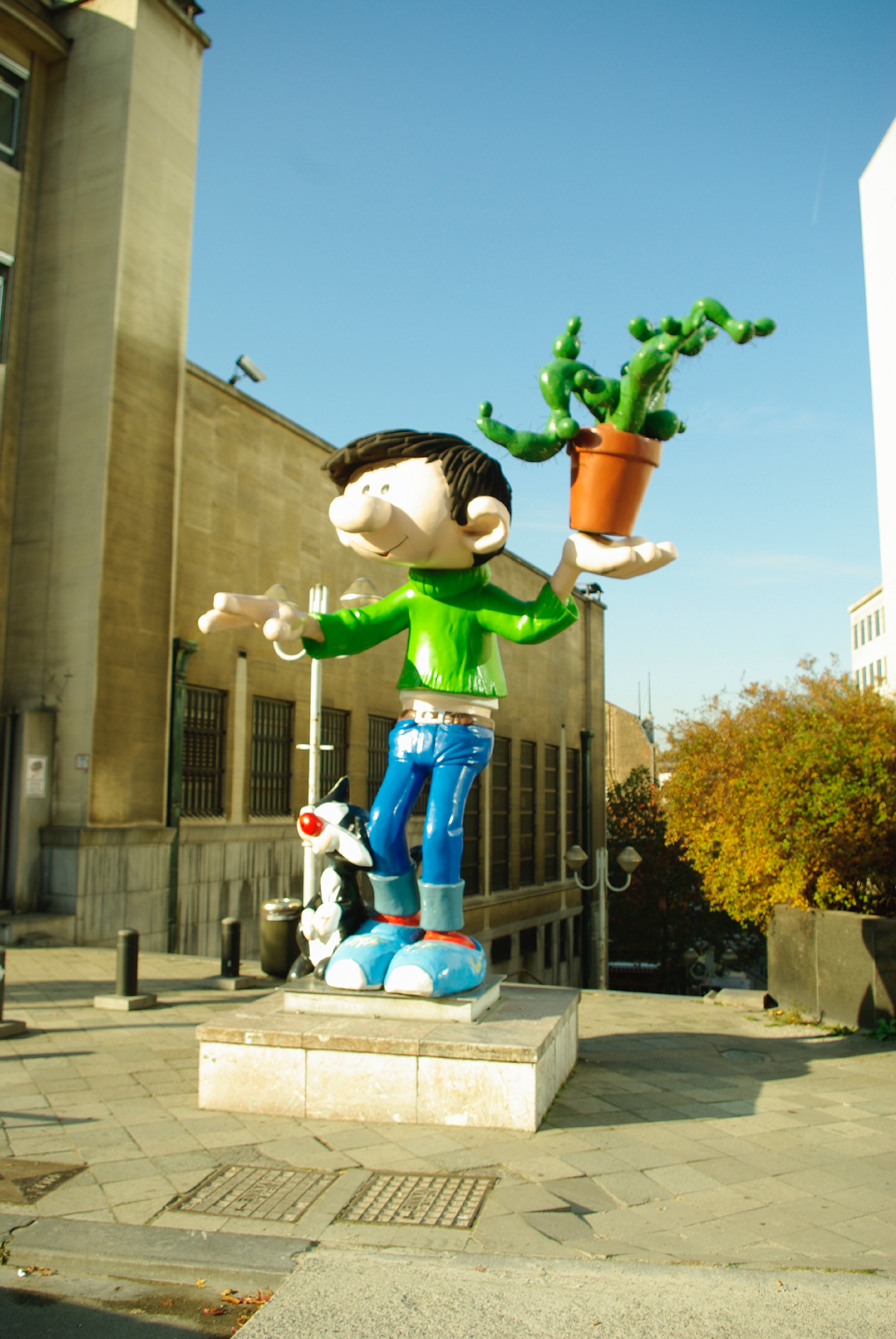
Het ondertussen opgeborgen standbeeld van Guust
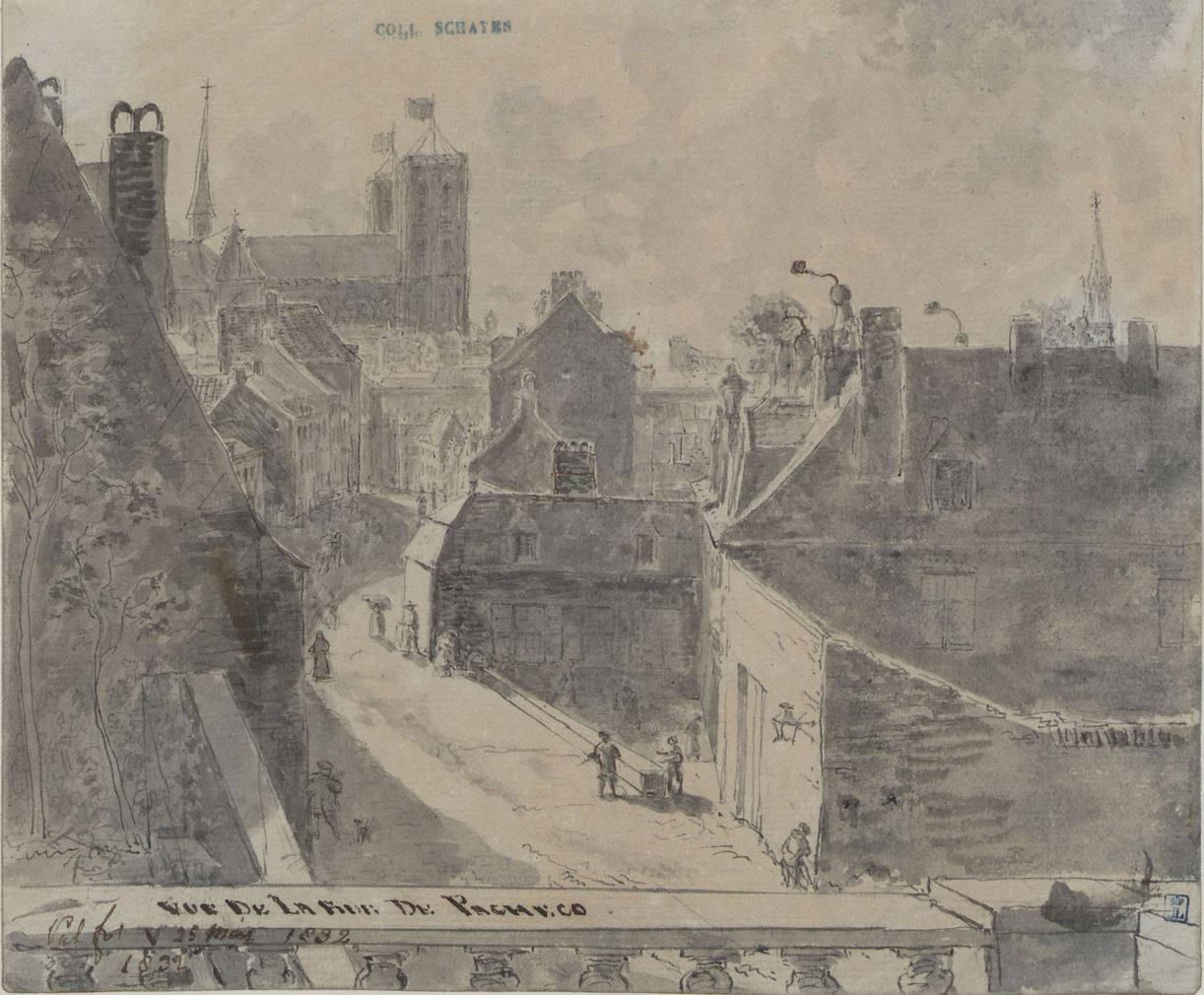
De Pachecostraat op een werk van Paul Vitzthumb (1832)